# Gregori II de Taron
Gregori II de Taron, conegut com a Gregori Taronita (en grec : Γρηγόριος Ταρωνίτης), fou un príncep armeni de Taron que va passar al servei de l'Imperi Romà d'Orient i va exercir diversos càrrecs importants de governador i de comandament sota l'emperador Basili II. Va morir en combat contra els búlgars en les maniobres prèvies a la batalla de Tessalònica el 995.

## Biografia
Gregori era fill d'Asoci III, el príncep de la regió de Taron al sud d'Armènia. A la mort d'Asoci el 967, li van succeir els seus fills Gregori II i Bagrat III (Pankratios en grec) que el 968 van cedir el principat de Taron a l'Imperi Romà d'Orient a canvi de l'obtenció de vastes terres a l'imperi i del títol de patrici.
Els dos germans van entrar al servei de l'imperi i van participar en les guerres civils romanes d'Orient que agitaren el començament del regnat de Basili II amb la poderosa aristocràcia militar de l'Àsia Menor, dirigida per Bardes Focas el Jove i Bardes Escler. En un primer temps van sostenir a aquest últim però no van trigar gaire a posar-se del costat de l'emperador. Segons Yahyā d'Antioquia, el 988-989, Gregori, en endavant magistros fou enviat a reclutar un exèrcit a Trebizonda per conduir-la al cor del territori de Bardes Escler al voltant de la frontera de l'Eufrates. Fou mentre es dirigia cap a aquesta regió que va ser vençut pels ibers dirigits pel curopalata David III i que sostenien Bardes Escler.
Després de la seva victòria contra les revoltes dels aristòcrates, Basili II es va girar cap als Balcans on Samuel I de Bulgària amenaçava els territoris romans d'Orient. El 991, Gregori va conduir una campanya a Macedònia i es va apoderar de la fortalesa de Beroia abans de tornar a Constantinoble. L'emperador va deixar Gregori Taronita al front de l'exèrcit dels Balcans amb la missió d'aturar els raids de Samuel. Fou llavors anomenat dux i va fer de Tessalònica la seu de comandament. Per contra, és difícil de saber si el títol de dux implicava simplement un comandament militar sobre les tropes deixades sota la seva direcció per l'emperador o si, com el títol és generalment emprat, incloïa també la plaça de governador del tema de Tessalònica, que era generalment exercida per un estrateg.
Algun temps després d'aquest nomenament, Gregori Taronita va morir en una emboscada preparada pels búlgars: una tropa de bandits o saquejadors s'aproximava a Tessalònica, i Gregori va enviar al seu encontre el seu fill Asoci amb l'avantguarda per reconèixer la situació. Asoci, molt temerari, va iniciar combat contra els búlgars i els va rebutjar però va caure en una emboscada i fou rodejat amb tots els seus homes pels búlgars. El seu pare que el seguia a distància amb la principal força romana d'Orient es va precipitar en el seu auxili però ja l'esperaven i el van matar. La data exacta d'aquest esdeveniment és desconeguda. La cronologia del relat de Joan Escilitzes sembla situar-ho el 996 mentre que de les fonts armènies citen la data de 991. Els estudiosos moderns estimen que va haver de tenir lloc a tot tardar al mig de l'any 995 perquè Joan Caldos està testificat com dux de Tessalònica més endavant d'aquest any.

## Família
Amb el seu germà Asoci, Gregori fou el fundador de la família noble dels Taronita, que fou una de les principals famílies de l'Imperi Romà d'Orient fins al final del segle xii, però va perdre tota influència després del 1204.